# Blascomillán (kommunhuvudort)
Blascomillán är en kommunhuvudort i Spanien.   Den ligger i provinsen Provincia de Ávila och regionen Kastilien och Leon, i den centrala delen av landet, 120 km väster om huvudstaden Madrid. Blascomillán ligger 949 meter över havet och antalet invånare är 257.
Terrängen runt Blascomillán är platt åt nordväst, men åt sydost är den kuperad. Runt Blascomillán är det mycket glesbefolkat, med 5 invånare per kvadratkilometer. Närmaste större samhälle är Peñaranda de Bracamonte, 14,6 km nordväst om Blascomillán. Trakten runt Blascomillán består till största delen av jordbruksmark.